# Јејск
Јејск (рус. Ейск) град је и важна морска лука на југозападу европског дела Руске Федерације. Налази се на северозападу Краснодарске Покрајине и административно припада њеном Јејском рејону чији је уједно и административни центар.
Према подацима националне статистичке службе за 2017. град Јејск је имао 84.259 становника и био је пети по величини град у Покрајини.

## Географија
Град Јејск налази се у северозападном делу Краснодарског краја и лежи на источној обали Азовског мора, односно на северној обали Јејског полуострва, другог по величини полуострва у Покрајини. Налази се на подручју Јејске превлаке, уске пешчане превлаке која раздваја плитки Јејски лиман на истоку од остатка акваторије Таганрошког залива Азовског мора. Име града потиче од реке Јеје која се улива у залив неколико километара источније од града.
Од покрајинске престонице Краснодара удаљен је око 247 километара у смеру северозапада, док се град Ростов на Дону налази неких 170 км североисточније. Занимљиво је да је град удаљен тачно 1.000 километара од Москве, а да се на истој географској ширини на којој је Јејск налазе и градови Будимпешта и Јужно Сахалинск.
Град се налази у зони умереноконтиненталне климе, са доста благим зимама и врелим летима. Просечна јануарска температура ваздуха је око −4 °C, први снег падне у другој половини децембра, а снежни покривач је углавном танак и ретко се задржава на тлу дуже од две недеље у континуитету. Просечне јулске температуре ваздуха су око +24 °C, а просечна влажност ваздуха је око 60%. Море, које је у подручју око Јејска релативно плитко, доста брзо се загрејава и већ средином маја просечна температура морске воде је око +17,5 °C и у том периоду почиње и купалишна сезона. Највише просечне температуре морске воде у водама око Јејска су током јула месеца и износе око 24,9 °C.
Количина падавина је доста мала, на годишњем нивоу укупно 456 мм и доста равномерно је распоређена током целе године.
| Температура |         |         |         |         |          |          |          |          |        |         |        |         |
|             | 1,2−6,7 | 0,2−6,4 | 4,7−1,9 | 13,45,6 | 21,012,8 | 25,217,7 | 27,920,4 | 27,119,4 | 21,414 | 14,57,5 | 7,11,5 | 1,5−3,6 |
|             | јан     | феб     | мар     | апр     | мај      | јун      | јул      | авг      | сеп    | окт     | нов    | дец     |

| Падавине |     |     |     |     |     |     |     |     |     |     |     |     |
|          | 36  | 34  | 31  | 33  | 36  | 46  | 48  | 46  | 29  | 39  | 39  | 39  |
|          | јан | феб | мар | апр | мај | јун | јул | авг | сеп | окт | нов | дец |

| Температура |         |         |         |         |          |          |          |          |        |         |        |         |
|             | 1,2−6,7 | 0,2−6,4 | 4,7−1,9 | 13,45,6 | 21,012,8 | 25,217,7 | 27,920,4 | 27,119,4 | 21,414 | 14,57,5 | 7,11,5 | 1,5−3,6 |
|             | јан     | феб     | мар     | апр     | мај      | јун      | јул      | авг      | сеп    | окт     | нов    | дец     |

| Падавине |     |     |     |     |     |     |     |     |     |     |     |     |
|          | 36  | 34  | 31  | 33  | 36  | 46  | 48  | 46  | 29  | 39  | 39  | 39  |
|          | јан | феб | мар | апр | мај | јун | јул | авг | сеп | окт | нов | дец |

## Историја
На месту савременог града налазило се насеље Ханска варош (рус. Ханский городок) основано у периоду 1777−1778. као резервна престоница кримског кана Шагин-Гиреја. У Ханској вароши је 1783, у присуству књаза Александра Суворова и руске војске, проглашено присаједињење Крима, Тамања и Кубањског приобаља Руској Империји.
Године 1847. на подручје Јејске превлаке долази атаман црноморске козачке војске Григориј Рашпиљ са задатком да се на том подручју оснује трговачка и војна лука. Указ о оснивању града лично је потписао тадашњи император Николај I Павлович (6. марта 1848. године), као званичан датум оснивања града узима се 31. август (19. август по старом календару) 1848. године. Свега неколико година касније, током Кримског рата (1853−1856) Јејск је претрпео значајна разарања од стране британске морнарице која је била усидрена у Азовском мору. Након рата град је кренуо интензивније да се развија и већ у другој половини 19. века у граду је деловало неколико школских институција, укључујући и Кубањску војну гимназију и Женску реалну гимназију, већина градских улица је била поплочана, а струја је доведена у град 1875. године.
На почетку 20. века Јејски је важио за значајан трговачки центар од међународног значаја и један од најважнијих културних центара руског југа. У том периоду извршена је свеобухватна реконструкција и модернизација градске луке, изграђена је железничка станица, а интензивније почиње да се развија и туристички сектор. Током Првог светског рата трговачки значај града је потпуно опао, а његова лука постаје значајан војни центар. Током Руског грађанског рата до којег је дошло након Октобарске револуције 1917. на подручју Јејског полуострва водиле су се бројне битке између белогардејаца које су предводили локални Козаци и револуционара, а сам град је у том периоду у чак 6 наврата заузиман од стране једне од две зараћене стране. Совјетска власт у граду први пут је успостављена 2. фебруара 1918, а коначно и потврђена током марта 1920. године.
У периоду између два светска рата Јејск се профилирао као значајан индустријски центар, основан је Јејски историјски музеј, једна од најстаријих музејских институција на тлу Кубања, Јејски санаторијум итд, а са радом је почела и ваздухопловна школа ратне авијације. Године 1939. Јејск постаје градом покрајинске субординације у саставу Краснодарског краја и административним центром Јејског рејона.
Током Другог светског рата град је био константно на удару немачких бомбардера, а најинтензивније бомбардовање десило се 23. априла 1942. на православни Васкрс. Град је био под немачком окупацијом од августа 1942. до фебруара 1943. и у том периоду вршене су масовне егзекуције локалног становништва. Нацисти су у том периоду у душегупкама („гасни камиони”) погубили 214 деце из локалног дома ученика.
По окончању рата град је за кратко време обновљен, обновљена је лука и железничка станица, стамбене зграде и фабрике, а број становника у граду почео је интензивније да расте. У совјетско време Јејск је био један од најзначајнијих црноморских и азовских туристичких центара.
Године 2006. град Јејск је званично проглашен „туристичким градом” федералног значаја (рус. город курирт)

## Демографија
Према подацима са пописа становништва 2010. у граду је живело 87.769 становника, док је према проценама за 2017. било 84.259 становника.
| 1897.  | 1939.  | 1959.  | 1970.  | 1979.  | 1989.  | 2002.  | 2010.  | 2017.  |
| ------ | ------ | ------ | ------ | ------ | ------ | ------ | ------ | ------ |
| 35.400 | 46.900 | 55.324 | 64.418 | 70.595 | 78.150 | 86.349 | 87.769 | 84.259 |

Према подацима из 2017. Јејск се налазио на 198. месту међу 1.112 званичних градова Руске Федерације. Према подацима са пописа 2010. основу популације чинили су етнички Руси са уделом од 93%, а најбројније мањинске заједнице били су Украјинци са 2,47% и Јермени (0,93%).

## Градови побратими
- Барановичи (Белорусија)
- Борисов (Белорусија)